# Reichsfluchtsteuer

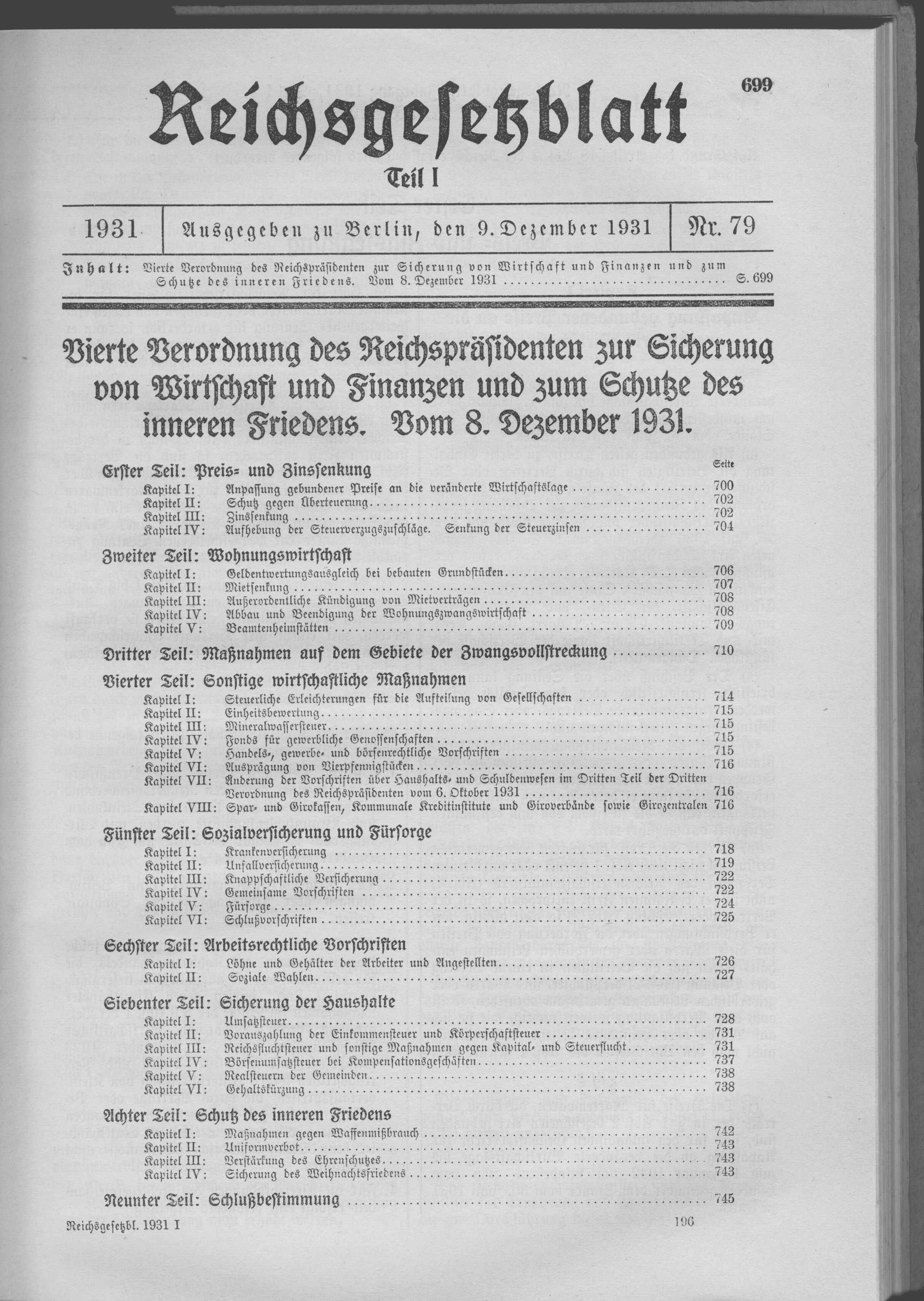
Vierte Verordnung des Reichspräsidenten zur Sicherung von Wirtschaft und Finanzen und zum Schutze des inneren Friedens vom 8. Dezember 1931

Die Reichsfluchtsteuer wurde am 8. Dezember 1931 mit der „Vierten [Not-]Verordnung des Reichspräsidenten zur Sicherung von Wirtschaft und Finanzen und zum Schutze des inneren Friedens“  (RGBl. 1931 I, S. 699–745) eingeführt, um Kapitalflucht einzudämmen. Die Reichsfluchtsteuer wurde bei Aufgabe des inländischen Wohnsitzes fällig, sofern das Vermögen 200.000 Reichsmark überstieg oder das Jahreseinkommen mehr als 20.000 Reichsmark betrug. Der Steuersatz wurde auf 25 Prozent des Vermögens des Steuerpflichtigen festgesetzt.
Mit der Machtergreifung 1933 wurde sie zum Zwecke der Ausplünderung der Juden und politisch Verfolgter instrumentalisiert. Die Emigration jüdischer Bürger war von den Machthabern zu Beginn der Zeit des Nationalsozialismus durchaus erwünscht. Sie bekam die „Funktion einer Teilenteignung“ der jüdischen Emigranten, die sich wegen des Verfolgungsdrucks zur Flucht aus ihrem Heimatland entschlossen hatten. Wenn die Emigration aufgrund bürokratischer Hürden scheiterte, erfolgte die vollständige Enteignung. War die Höhe des Vermögens nicht feststellbar, da es sich um Firmenbeteiligungen im Ausland handelte, geriet das Verfahren zum Stillstand und das ganze Vermögen wurde eingezogen.
Ab 1934 wurden die Bemessungsgrundlagen der Reichsfluchtsteuer erheblich geändert. Sie diente auch nicht mehr vorrangig dem ursprünglichen Zweck, vermögende deutsche Staatsangehörige von einer Übersiedlung ins Ausland abzuhalten.
Noch 1939 wurde die Emigration durch die Judenverfolgung forciert. Die Lage spitzte sich dann zu. Ab 23. Oktober 1941 wurde durch einen Erlass Heinrich Himmlers die Emigration nur noch ausnahmsweise genehmigt.

## Geschichtlicher Rahmen
Die 1929 von den Vereinigten Staaten von Amerika ausgehende Weltwirtschaftskrise führte zu Kreditkündigungen internationaler Geldgeber. Deutschland hatte 1931 rund 24 Milliarden Reichsmark Auslandsschulden und musste allein im ersten Halbjahr 1931 etwa 5,25 Milliarden Reichsmark in Devisen zurückzahlen.  Die deutsche Regierung unter Heinrich Brüning beschränkte den freien Kapitalverkehr und griff zu Devisenverkehrsbeschränkungen. Zudem hielt sie eine Austeritätspolitik für notwendig und erhöhte die Einkommensteuer. Sie löste mit diesen Maßnahmen eine starke Kapitalflucht ins Ausland aus. Vermögende Auswanderungswillige, die als Steuerzahler auszufallen drohten, sollten durch die Reichsfluchtsteuer von ihrem Vorhaben abgehalten werden und dadurch die Reichsmark geschützt werden.
Der Gedanke, die steuersparende Wohnsitzverlegung ins Ausland als eine „unpatriotische Fahnenflucht“ mit einer Wegzugsbesteuerung zu belegen, war nicht neu. Bereits im Jahr 1918 hatte die deutsche Regierung ein „Gesetz gegen die Steuerflucht“ (RGBl. I, S. 951) erlassen; dieses wurde 1925 aufgehoben.

## Verordnung vom 8. Dezember 1931
Die Reichsfluchtsteuer war nur eine von vielen anderen Maßnahmen, die in der „Vierten Verordnung des Reichspräsidenten zur Sicherung von Wirtschaft und Finanzen und zum Schutze des inneren Friedens“ gesetzlich geregelt wurden: Es ging dabei auch um Preis- und Zinssenkungen, Wohnungswirtschaft, Sozialversicherung, arbeitsrechtliche Vorschriften, Haushaltssicherung und Lohnsenkung sowie Uniformverbot und Maßnahmen gegen Waffenmissbrauch.

### Regelungsinhalt
Als befristete „Maßnahme zur Kapital- und Steuerflucht“ sollten Personen, die am 31. März 1931 Staatsangehörige des Deutschen Reiches waren und von diesem Zeitpunkt an bis zum 1. Januar 1933 ihren Wohnsitz oder gewöhnlichen Aufenthalt ins Ausland verlegt hatten oder verlegen würden, eine Reichsfluchtsteuer entrichten, sofern sie ein steuerpflichtiges Vermögen von mehr als 200.000 Reichsmark oder ein Jahreseinkommen von über 20.000 Reichsmark erreichten. Der Steuersatz wurde auf 25 % des Gesamtvermögens festgesetzt. Für Personen, die zwischen dem 31. März 1931 und dem Inkrafttreten der Reichsfluchtsteuer ihren inländischen Wohnsitz oder gewöhnlichen Aufenthalt aufgegeben hatten, entstand die Steuer rückwirkend, für die sonstigen Steuerpflichtigen mit Wegzug. Ein gesonderter Steuerbescheid wurde nur auf Antrag erteilt. Maßgeblich war der letzte Vermögensteuerbescheid mit Hinzurechnung bestimmter Gesellschaftsanteile und Zuwendungen von Todes wegen. Im Falle einer Nichtzahlung bei Fälligkeit wurden drastische Zuschläge für jeden angefangenen halben Monat (nach Fälligkeit) in Höhe von 5 vom Hundert des ausstehenden Betrags erhoben.
Befreit von der Reichsfluchtsteuer waren Auslandsbeamte und deren Familien, Personen die erst nach dem 31. Dezember 1927 ihren Wohnsitz oder gewöhnlichen Aufenthalt im Inland begründet haben oder Personen, bei denen das Landesfinanzamt bescheinigt hat, dass der Wegzug aus Deutschland im deutschen Interesse liege oder volkswirtschaftlich zu rechtfertigen sei.
Für reuige Auswanderer, die spätestens zwei Monate nach Entstehung der Steuer wieder einen Wohnsitz oder gewöhnlichen Aufenthalt in Deutschland nahmen, fiel die Steuer nebst Zuschlägen rückwirkend weg. Verbunden mit der Rückkehr war die rechtliche Fiktion, dass innerhalb der (ab Rückkehr) folgenden fünf Jahre der Steuerpflichtige in Deutschland unbeschränkt steuerpflichtig galt, auch wenn er ins Ausland verzog. Lag ein erheblicher Teil des Vermögens des zurückgekehrten Steuerschuldners im Ausland, konnte der Fiskus Sicherheit für die darauf im Inland zu errichtende Einkommens- und Vermögenssteuer der folgenden fünf Jahre verlangen.
Steuerpflichtigen Personen, die sich dieser Abgabe zu entziehen suchten, wurden Gefängnisstrafe nicht unter drei Monaten sowie Geldstrafe in unbegrenzter Höhe angedroht. Sie sollten namentlich mit einem im Reichsanzeiger veröffentlichten „Steuersteckbrief“ zur Festnahme ausgeschrieben und bei einem besuchsweisen Aufenthalt in Deutschland verhaftet werden. Ihre im Inland befindlichen Vermögenswerte wurden als Sicherheit für die ausstehende Reichsfluchtsteuer, Zuschläge, Geldstrafe und Kosten beschlagnahmt. Allen Inländern und inländischen Gesellschaften war zudem verboten, Zahlungen oder sonstige Leistungen an den Steuerpflichtigen zu bewirken. Bewirkte ein Dritter dennoch eine Zahlung an den Steuerpflichtigen, wurde er dem Reich gegenüber nur dann von der Zahlungsverpflichtung befreit, wenn er gutgläubig war. Personen oder Gesellschaften, die Schuldner des Steuerpflichtigen waren, mussten dem Finanzamt Forderungen und sonstige Ansprüche des Steuerpflichtigen anzeigen.
Das Gesetz sollte zum Jahresende 1932 auslaufen, wurde aber noch im selben Jahr (RGBl. I, S. 572) bis zum 31. Dezember 1934 verlängert.

### Zusammenwirken mit der Devisenbewirtschaftung
Die ordnungsgemäße Entrichtung der Reichsfluchtsteuer durch den Steuerpflichtigen hatte wegen der am 1. August 1931 durch die Verordnung des Reichspräsidenten über die Devisenbewirtschaftung (RGBl. 1931, 421) eingeführten Devisenbewirtschaftung nicht zur Folge, dass der Steuerpflichtige seine nach der Entrichtung der Reichsfluchtsteuer im Inland verbliebenen Vermögenswerte ins Ausland überführen durfte. Die Überführung war genehmigungspflichtig und durfte nur über Sperrmark-Konten der Deutschen Golddiskontbank oder speziellen Außenhandelsbanken erfolgen.

## 1933–1945
Die bestehende Verordnung zur Reichsfluchtsteuer wurde mit dem „Gesetz über Änderung der Vorschriften über die Reichsfluchtsteuer“ vom 18. Mai 1934 (RGBl. 1934 I, S. 392–393) wesentlich geändert und während der Zeit des Nationalsozialismus sechsmal verlängert und letztmals am 9. Dezember 1942 (RGBl. I, S. 682) unbefristet fortgeschrieben.
Eine schwerwiegende Veränderung bestand darin, dass 1934 die genannte Vermögensgrenze von vorher 200.000 Reichsmark auf nunmehr 50.000 Reichsmark herabgesetzt wurde. Zudem wurden die Bemessungsgrundlagen zu Ungunsten der Emigranten verändert. Damit war ein weit größerer Personenkreis von der Zwangsabgabe betroffen. Die Reichsfluchtsteuer, die ursprünglich auf diejenigen zielte, die freiwillig und um die eigene Steuerlast zu mindern ins Ausland übersiedelten, betraf nun alle, die aufgrund von Gewalt, KZ-Haft und Beeinträchtigung ihrer Erwerbstätigkeit (bis hin zum Beschäftigungsverbot) ihr Heimatland verlassen wollten oder mussten – hauptsächlich Juden, aber auch nichtjüdische Gegner des Nationalsozialismus.
Vor 1933 war das Steueraufkommen aus der Reichsfluchtsteuer wenig bedeutsam gewesen; es betrug im zweiten Rechnungsjahr nur knapp 1 Million Reichsmark. Mit Beginn der durch Terror eingeleiteten Fluchtbewegung wurde die Reichsfluchtsteuer zu einem bedeutenden Teil im Reichshaushalt. Insgesamt zog der NS-Staat durch die Fluchtsteuer 941 Millionen Reichsmark ein. Nach Schätzungen stammt diese Summe zu über 90 % von rassenideologisch verfolgten Emigranten.
| Erhebungszeitraum | Steueraufkommen in RM |
| 1932/33           | 1.000.000             |
| 1935/36           | 45.000.000            |
| 1936/37           | 70.000.000            |
| 1937/38           | 81.000.000            |
| 1938/39           | 342.000.000           |

## Durchführung
Eine „Unbedenklichkeitsbescheinigung“ des Finanzamts, mit der die Zahlung der Reichsfluchtsteuer und anderen Steuern bestätigt wurde, war die Voraussetzung zur legalen ständigen Ausreise. Bei Verdacht einer Ausreiseabsicht konnten die Devisenstellen der Finanzämter ab 1934 eine Sicherheitsleistung in Höhe der geschätzten Reichsfluchtsteuer fordern. Mit Hilfe eines engmaschigen Netzes sollten Fluchtabsichten aufgedeckt werden: Die Reichspost meldete Nachsendeaufträge von Juden, Spediteure sollten Umzüge melden, Notare Immobilienverkäufe anzeigen und Lebensversicherungen erbetene Rückkäufe melden. Mit der Gestapo wurden Post- und Telefonüberwachung einzelner Verdächtigter vereinbart. Im Luftverkehr wurde zum Beispiel durch die Luftaufsicht, Flugplatzzwang und administrative Maßnahmen wie das Hauptflugbuch eine engmaschige Kontrolle geschaffen, um eine Reichsflucht über Flugzeuge zu verhindern.
Nach der Zahlung der Reichsfluchtsteuer konnten jedoch das weitere Vermögen und Hab und Gut nicht ins Exil mitgenommen werden. Die Freigrenze für Devisen wurde 1934 auf 10 Reichsmark festgesetzt. Bank- und Wertpapierguthaben wurden auf Sperrkonten übertragen und konnten nur gegen hohe Abschläge ins Ausland transferiert werden. Für Umzugsgut, das nach dem 1. Januar 1933 angeschafft worden war, musste eine so genannte Dego-Abgabe bei der Deutschen Golddiskontbank entrichtet werden.

## Aufhebung 1953
Die Vorschriften über die Reichsfluchtsteuer wurden durch das „Gesetz zur Aufhebung überholter steuerrechtlicher Vorschriften“ vom 23. Juli 1953 (BStBl. 1953 I S. 276) aufgehoben. Ein im Kabinett umstrittener ersatzweiser Gesetzesentwurf gegen die Kapitalflucht wurde nicht im Deutschen Bundestag eingebracht, da sämtliche Maßnahmen, die gegen die Kapitalflucht getroffen werden konnten, bereits im Kontrollratsgesetz Nr. 53 vom 31. Mai 1947, anderen Verordnungen sowie in zahlreichen Einzelbestimmungen über die Devisenbewirtschaftung enthalten waren.
1973 wurde das Außensteuergesetz eingeführt, das die Verschiebung von Einkommen oder Vermögen in das Ausland und die daraus resultierende Verringerung des inländischen Steueraufkommens verhindern oder erschweren soll.

## Wiedergutmachung
Das für die westlichen Besatzungszonen maßgebliche amerikanische Militärregierungsgesetz Nr. 59 von 1947 bestimmte in Artikel 19, dass die Reichsfluchtsteuer zu erstatten sei, soweit sie auf verfolgungsbedingte Emigration zurückgeführt werden könne.
Im Rahmen der deutschen Wiedergutmachungspolitik nach dem Zweiten Weltkrieg sah das Bundesentschädigungsgesetz (BEG) in der Fassung vom 18. September 1953 in § 21 Abs. 5 für Steuerbeträge bis zu 50.000 Reichsmark eine Umrechnung im Verhältnis 10:2 in Deutsche Mark vor, darüber hinausgehende Beträge im Verhältnis 10:1 bis zu einem Höchstbetrag von 30.000 Reichsmark. Neben der Reichsfluchtsteuer galten auch die Kosten aus der Aufzwingung eines Heimeinkaufsvertrages, die Dego-Abgabe sowie die Judenvermögensabgabe als entschädigungspflichtige verfolgungsbedingte Sonderabgaben. Im BEG von 1956 wurde die Begrenzung auf Höchstbeträge in § 59 aufgehoben, der Umrechnungskurs für Geldansprüche aus der Zeit vor der Währungsreform in § 11 aber beibehalten.
Im Gegensatz zur westlichen Entschädigung gab es – von Ausnahmen abgesehen – in der DDR keine Rückerstattung von Vermögen oder Immobilien. Der SED-Politiker Paul Merker wurde im März 1955 vom Obersten Gericht der DDR zu acht Jahren Zuchthaus verurteilt, weil er sich für Entschädigungszahlungen an Überlebende des Holocaust und für die Rückerstattung „arisierten“ Eigentums ausgesprochen hatte. Die ablehnende Haltung der DDR in Entschädigungsfragen wurde nach der Wiedervereinigung mit Zahlungen aus dem sog. Härtefonds für jüdische Verfolgte zugunsten von Geschädigten, die bis dahin von Leistungen nach dem BEG ausgeschlossen waren, überwunden.